# 東洋化成
東洋化成株式会社（とうようかせい）は「日本最後」「アジアで唯一」と言われたアナログレコード製造工場を持つ日本の会社。印刷業や電鋳めっき事業も行っている。

## 概要
東洋化成は資本金300万円を基に1959年に設立し、当初は、SPレコードの材料を製造する工場と、印刷工場を経営した。1961年に、塩化ビニール製レコードへの転換に対応して材料生産とレコードプレス工場を整備し、以降、増資を重ねながらレコード製造事業を拡大し、工場の新設などを重ねていった。1965年には、カッティングやマスタリングなどレコード原盤制作の請負を始め、1971年に本社を東京都千代田区に移し、1974年には資本金を4億5000万円に増資した。
コンパクトディスク (CD) の普及とともにアナログ・レコードへの需要が後退した1980年代以降は事業規模の縮小と再編を進め、2002年に横浜市鶴見区末広町の末広工場を設け、本社機能を含めすべての事業を集約した。2004年以降は東京都内に事務所を構え、その再編を経て、2010年に本社を東京都港区南青山に移した。
電鋳めっき事業は、レコードのプレス過程における金属スタンパの精度改善に関わる技術として取り組まれ、以来、CDやDVDのマスター製造をはじめ、広く金型製造が行なわれている。
他社が相次いで撤退し、プレス業務まで含めた場合、一時は「日本最後」かつ「アジアで唯一」のアナログレコード製造会社と言われていた近年では、製造過程を見学するツアーなどがしばしば催されるようになっている。
その後、アナログレコードの需要拡大もあり2015年には香港に本社を置くPrimeDisc（プライムディスク）が広州市に工場を建設してレコードプレス業務を開始し、さらに2017年にはソニーDADCジャパン（現：ソニー・ミュージックソリューションズ 大井川プロダクションセンター）もレコードプレスを再開をしたため、「アジア唯一」ではなくなっている。

## レコードの日
東洋化成が主催となりアナログレコードを一斉に販売開始するイベントで、第1回は2015年11月3日の文化の日に開催された。2016年も11月3日に開催、2017年ではイメージキャラクターにのんと堀込泰行が選出された。第4回となる2018年ではイメージキャラクターを市川紗椰が務め、2019年は折坂悠太がイメージキャラクターを務めた。
2020年も11月3日に開催が予定されていたが（イメージキャラクターは俳優の荒川良々）、コロナ禍のため中止となった。
2021年は11月3日と11月27日の初の2日間での開催となり、アンバサダーは竹内まりやが務めた。2022年は11月3日と12月3日の開催となり、アンバサダーはtofubeatsが務めた。2023年は11月3日の開催で、アンバサダーはPUNPEEとハナレグミが務めることが発表された。